# Campionat de Catalunya d'atletisme - Llançament de javelina
El llançament de javelina és una prova del Campionat de Catalunya d'atletisme que es realitza des del 1916 en categoria masculina i des del 1931 en categoria femenina. En les tres primeres edicions, entre 1916 i 1919, la prova es disputà en estil lliure, mentre que a partir de 1920 es disputaren en estic clàssic. A partir de 1986, les marques són amb un nou model de javelina introduït per a IAAF aquell any.
El primer campió fou Manuel de Barnola de la societat Pompeia, amb un llançament de 33,80 metres. Les següents edicions foren guanyades per Lucien Wetwiller i Jaume Nin Fortuny. En categoria femenina la primera guanyadora fou Anna Maria Martínez Sagi del Club Femení. Amb l'arribada del Franquisme les dones deixaren de competir en el campionat. A diferència de la resta de proves, els anys 1947 i 1948 no se celebrà la prova de javelina femenina. A partir de 1961 es reprengué la prova femenina de forma definitiva.
Fins a l'any 2023 l'atleta amb més campionats en categoria masculina és Enric Bassols Guiró amb 10 títols, seguit per Josep Bru Alejandro i Jordi Sánchez Fernández, ambdós amb 7 campionats. En categoria femenina, Elia Pascual Hernàndez ha guanyat el campionat en 9 ocasions, seguida per Imma Montero Vila amb 7 i Maria José Maiquez Orenes amb 6 triomfs.

## Historial

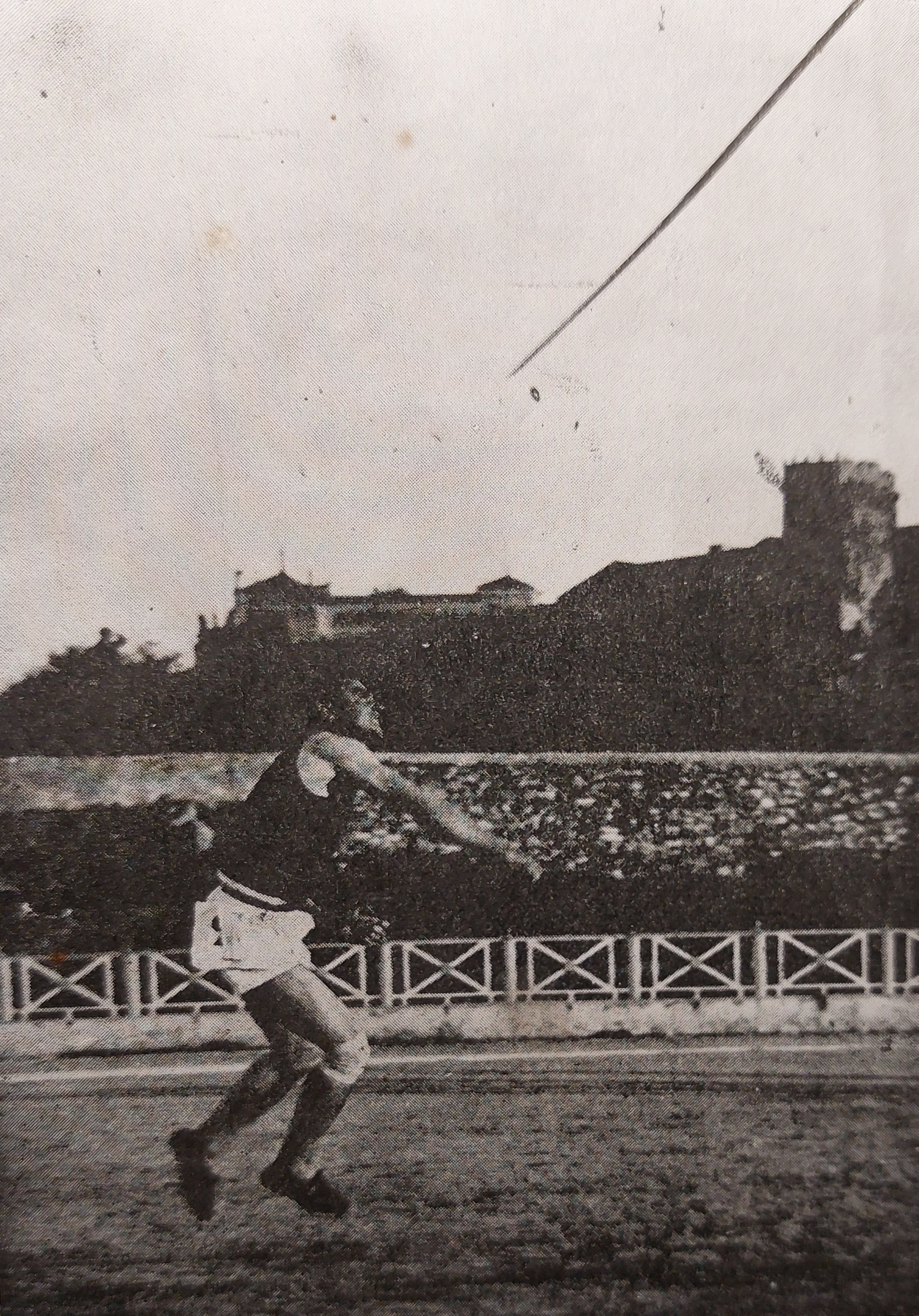
Josep Bru Alejandro fou campió català en llançament de javelina en set ocasions.

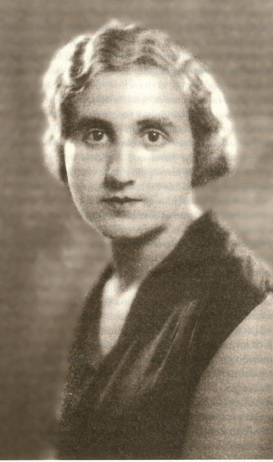
Anna Maria Martínez Sagi, primera campiona de Catalunya de llançament de javelina (1931, 1932).

| Edició   | Data | Competició masculina                          | Competició masculina                          | Competició masculina                          | Competició femenina                   | Competició femenina                   | Competició femenina                   | refs.             |
| Edició   | Data | Campió                                        | Club                                          | Marca                                         | Campiona                              | Club                                  | Marca                                 | refs.             |
| -------- | ---- | --------------------------------------------- | --------------------------------------------- | --------------------------------------------- | ------------------------------------- | ------------------------------------- | ------------------------------------- | ----------------- |
| I        | 1916 | Manuel de Barnola                             | SS Pompeia                                    | 33.80                                         | la categoria femenina començà el 1931 | la categoria femenina començà el 1931 | la categoria femenina començà el 1931 | [ 2 ] [ 5 ] [ 6 ] |
| II       | 1917 | Lucien Wetwiller                              | SS Pompeia                                    | 37.27                                         | la categoria femenina començà el 1931 | la categoria femenina començà el 1931 | la categoria femenina començà el 1931 | [ 2 ] [ 7 ]       |
| III      | 1918 | Jaume Nin Fortuny                             | CG Tarragona                                  | 38.50                                         | la categoria femenina començà el 1931 | la categoria femenina començà el 1931 | la categoria femenina començà el 1931 | [ 2 ] [ 8 ]       |
| IV       | 1919 | la prova no es va poder disputar per la pluja | la prova no es va poder disputar per la pluja | la prova no es va poder disputar per la pluja | la categoria femenina començà el 1931 | la categoria femenina començà el 1931 | la categoria femenina començà el 1931 | [ 2 ]             |
| V        | 1920 | Otto Fleiter                                  | SG Alemanya                                   | 38.53                                         | la categoria femenina començà el 1931 | la categoria femenina començà el 1931 | la categoria femenina començà el 1931 | [ 2 ] [ 9 ]       |
| -        | 1921 | no es disputà per la crisi federativa         | no es disputà per la crisi federativa         | no es disputà per la crisi federativa         | la categoria femenina començà el 1931 | la categoria femenina començà el 1931 | la categoria femenina començà el 1931 | [ 2 ]             |
| -        | 1922 | no es disputà per la crisi federativa         | no es disputà per la crisi federativa         | no es disputà per la crisi federativa         | la categoria femenina començà el 1931 | la categoria femenina començà el 1931 | la categoria femenina començà el 1931 | [ 2 ]             |
| VI       | 1923 | Otto Fleiter                                  | SG Alemanya                                   | 43.20                                         | la categoria femenina començà el 1931 | la categoria femenina començà el 1931 | la categoria femenina començà el 1931 | [ 2 ] [ 10 ]      |
| VII      | 1924 | Josep Bru Alejandro                           | CG Tarragona                                  | 44.60                                         | la categoria femenina començà el 1931 | la categoria femenina començà el 1931 | la categoria femenina començà el 1931 | [ 2 ] [ 11 ]      |
| VIII     | 1925 | Josep Bru Alejandro                           | CG Tarragona                                  | 47.42                                         | la categoria femenina començà el 1931 | la categoria femenina començà el 1931 | la categoria femenina començà el 1931 | [ 2 ]             |
| IX       | 1926 | Josep Bru Alejandro                           | CG Tarragona                                  | 48.00                                         | la categoria femenina començà el 1931 | la categoria femenina començà el 1931 | la categoria femenina començà el 1931 | [ 2 ]             |
| X        | 1927 | Josep Bru Alejandro                           | CG Tarragona                                  | 47.74                                         | la categoria femenina començà el 1931 | la categoria femenina començà el 1931 | la categoria femenina començà el 1931 | [ 2 ]             |
| XI       | 1928 | Marcel Lafitte                                | FC Barcelona                                  | 43.50                                         | la categoria femenina començà el 1931 | la categoria femenina començà el 1931 | la categoria femenina començà el 1931 | [ 2 ]             |
| XII      | 1929 | Josep Bru Alejandro                           | CG Tarragona                                  | 49.97                                         | la categoria femenina començà el 1931 | la categoria femenina començà el 1931 | la categoria femenina començà el 1931 | [ 2 ]             |
| XIII     | 1930 | Josep Bru Alejandro                           | CG Tarragona                                  | 47.00                                         | la categoria femenina començà el 1931 | la categoria femenina començà el 1931 | la categoria femenina començà el 1931 | [ 2 ]             |
| XIV      | 1931 | Josep Bru Alejandro                           | CG Tarragona                                  | 46.75                                         | Anna Martínez Sagi                    | Club Femení i E.                      | 17.34                                 | [ 2 ]             |
| XV       | 1932 | Albí Caselles                                 | GEiEG                                         | 49.50                                         | Anna Martínez Sagi                    | Club Femení i E.                      | 20.60                                 | [ 2 ]             |
| XVI      | 1933 | Otto Etter                                    | FC Barcelona                                  | 51.84                                         | Carme Miralpeix                       | Club Femení i E.                      | 20.65                                 | [ 2 ]             |
| XVII     | 1934 | Otto Etter                                    | FC Barcelona                                  | 50.89                                         | Roser Raventós                        | CE Júpiter                            | 20.13                                 | [ 2 ]             |
| XVIII    | 1935 | Otto Etter                                    | FC Barcelona                                  | 52.36                                         | Montse Guasch Bosch                   | BUC                                   | 24.79                                 | [ 2 ]             |
| XIX      | 1936 | Fco. Fernández González                       | FC Barcelona                                  | 50.90                                         | Anna Maria Tugas                      | Palestra                              | 22.97                                 | [ 2 ]             |
| -        | 1937 | no es disputà per la Guerra Civil             | no es disputà per la Guerra Civil             | no es disputà per la Guerra Civil             | no es disputà per la Guerra Civil     | no es disputà per la Guerra Civil     | no es disputà per la Guerra Civil     |                   |
| -        | 1938 | no es disputà per la Guerra Civil             | no es disputà per la Guerra Civil             | no es disputà per la Guerra Civil             | no es disputà per la Guerra Civil     | no es disputà per la Guerra Civil     | no es disputà per la Guerra Civil     |                   |
| -        | 1939 | no es disputà per la Guerra Civil             | no es disputà per la Guerra Civil             | no es disputà per la Guerra Civil             | no es disputà per la Guerra Civil     | no es disputà per la Guerra Civil     | no es disputà per la Guerra Civil     |                   |
| XX       | 1940 | Fco. Fernández González                       | FC Barcelona                                  | 50.06                                         | N/D                                   | N/D                                   | N/D                                   | [ 2 ]             |
| XXI      | 1941 | Joan Antoni Montoto                           | SEU                                           | 44.21                                         | N/D                                   | N/D                                   | N/D                                   | [ 2 ]             |
| XXII     | 1942 | Fco. Fernández González                       | FC Barcelona                                  | 43.70                                         | N/D                                   | N/D                                   | N/D                                   | [ 2 ]             |
| XXIII    | 1943 | Josep Plajas                                  | GEiEG                                         | 40.49                                         | N/D                                   | N/D                                   | N/D                                   | [ 2 ]             |
| XXIV     | 1944 | Fco. Fernández González                       | FC Barcelona                                  | 45.02                                         | N/D                                   | N/D                                   | N/D                                   | [ 2 ]             |
| XXV      | 1945 | Joan Fita Gusó                                | GEiEG                                         | 47.53                                         | N/D                                   | N/D                                   | N/D                                   | [ 2 ]             |
| XXVI     | 1946 | José Córdoba                                  | RCD Espanyol                                  | 46.74                                         | N/D                                   | N/D                                   | N/D                                   | [ 2 ]             |
| XXVII    | 1947 | Agustí Serra                                  | CE Hispano Francès                            | 46.08                                         | N/D                                   | N/D                                   | N/D                                   | [ 2 ]             |
| XXVIII   | 1948 | Miquel Nogueras Guillem                       | FJ Calella                                    | 44.72                                         | N/D                                   | N/D                                   | N/D                                   | [ 2 ]             |
| XXIX     | 1949 | José Córdoba                                  | RCD Espanyol                                  | 44.99                                         | N/D                                   | N/D                                   | N/D                                   | [ 2 ]             |
| XXX      | 1950 | Fco. Fernández González                       | FC Barcelona                                  | 44.73                                         | N/D                                   | N/D                                   | N/D                                   | [ 2 ]             |
| XXXI     | 1951 | Manuel Clavero                                | CD Granollers                                 | 50.63                                         | N/D                                   | N/D                                   | N/D                                   | [ 2 ]             |
| XXXII    | 1952 | Joaquim Roca Saurí                            | CE Universitari                               | 52.23                                         | N/D                                   | N/D                                   | N/D                                   | [ 2 ]             |
| XXXIII   | 1953 | Joaquim Roca Saurí                            | CN Barcelona                                  | 48.31                                         | N/D                                   | N/D                                   | N/D                                   | [ 2 ]             |
| XXXIV    | 1954 | Manuel Clavero                                | FC Barcelona                                  | 51.35                                         | N/D                                   | N/D                                   | N/D                                   | [ 2 ]             |
| XXXV     | 1955 | Manuel Clavero                                | FC Barcelona                                  | 44.99                                         | N/D                                   | N/D                                   | N/D                                   | [ 2 ]             |
| XXXVI    | 1956 | Joaquim Roca Saurí                            | CN Barcelona                                  | 51.02                                         | N/D                                   | N/D                                   | N/D                                   | [ 2 ]             |
| XXXVII   | 1957 | Luis Ferré de Guilarte                        | CN Barcelona                                  | 50.37                                         | N/D                                   | N/D                                   | N/D                                   | [ 2 ]             |
| XXXVIII  | 1958 | Joaquim Roca Saurí                            | CN Barcelona                                  | 50.59                                         | N/D                                   | N/D                                   | N/D                                   | [ 2 ]             |
| XXXIX    | 1959 | Arturo Ruf                                    | CN Barcelona                                  | 48.29                                         | N/D                                   | N/D                                   | N/D                                   | [ 2 ]             |
| XL       | 1960 | Luis Ferré de Guilarte                        | CN Barcelona                                  | 53.18                                         | N/D                                   | N/D                                   | N/D                                   | [ 2 ]             |
| XLI      | 1961 | Josep Sanmartí                                | CN Barcelona                                  | 49.80                                         | Asunción Revilla                      | CA Linterna Roja                      | 21.61                                 | [ 2 ]             |
| XLII     | 1962 | Luis Ferré de Guilarte                        | CN Barcelona                                  | 52.05                                         | Maruja Cabal                          | CE Universitari                       | 22.01                                 | [ 2 ]             |
| XLIII    | 1963 | Josep Culleré Calvís                          | CN Barcelona                                  | 58.16                                         | Maria Teresa Baylina                  | CE Hispano Francès                    | 24.20                                 | [ 2 ]             |
| XLIV     | 1964 | Josep Sanmartí                                | CN Barcelona                                  | 56.18                                         | Inge Voigt                            | CE Universitari                       | 30.41                                 | [ 2 ] [ 12 ]      |
| XLV      | 1965 | Josep Maria Sanza                             | Club Hispamer                                 | 59.42                                         | Maria Teresa Baylina                  | CE Universitari                       | 29.74                                 | [ 2 ]             |
| XLVI     | 1966 | Josep Maria Sanza                             | Club Hispamer                                 | 56.82                                         | Maria Teresa Baylina                  | CE Universitari                       | 27.74                                 | [ 2 ]             |
| XLVII    | 1967 | Josep Maria Sanza                             | Club Hispamer                                 | 57.98                                         | Montserrat Goñi                       | GCR La Seda                           | 27.90                                 | [ 2 ]             |
| XLVIII   | 1968 | Josep Maria Sanza                             | RCD Espanyol                                  | 55.98                                         | Montserrat Arias Álvarez              | FC Barcelona                          | 30.92                                 | [ 2 ]             |
| XLIX     | 1969 | Antoni L. Garcia Reina                        | CN Barcelona                                  | 56.87                                         | Montserrat Arias Álvarez              | FC Barcelona                          | 29.36                                 | [ 2 ]             |
| L        | 1970 | Josep Maria Sanza                             | RCD Espanyol                                  | 60.10                                         | Encarna Gambús                        | CE Universitari                       | 32.22                                 | [ 2 ]             |
| LI       | 1971 | Antoni L. Garcia Reina                        | CN Barcelona                                  | 56.02                                         | Encarna Gambús                        | CE Universitari                       | 31.38                                 | [ 2 ]             |
| LII      | 1972 | Francisco Gómez                               | CA Granollers                                 | 54.94                                         | Dolors Expósito Fernández             | GCR La Seda                           | 32.60                                 | [ 2 ]             |
| LIII     | 1973 | Carlos Oro                                    | CN Barcelona                                  | 57.96                                         | Dolors Expósito Fernández             | GCR La Seda                           | 36.20                                 | [ 2 ]             |
| LIV      | 1974 | Fernando Tallón                               | FC Barcelona                                  | 69.80                                         | M. Teresa Fernández                   | CG Barcelonès                         | 33.80                                 | [ 2 ]             |
| LV       | 1975 | Antonio Sánchez Briz                          | CA Manresa                                    | 59.52                                         | Imma Montero Vila                     | CA Vic                                | 35.86                                 | [ 2 ]             |
| LVI      | 1976 | Juan A. López Cancho                          | CE Universitari                               | 55.30                                         | Imma Montero Vila                     | CA Vic                                | 35.48                                 | [ 2 ]             |
| LVII     | 1977 | Carlos Oro                                    | CN Barcelona                                  | 63.62                                         | Imma Montero Vila                     | CA Vic                                | 37.36                                 | [ 2 ]             |
| LVIII    | 1978 | Miquel Cànovas Garcia                         | CA Manresa                                    | 64.04                                         | Imma Montero Vila                     | CA Vic                                | 40.62                                 | [ 2 ]             |
| LIX      | 1979 | Miquel Cànovas Garcia                         | CA Manresa                                    | 69.28                                         | Dolors Tobella Esteve                 | CN Barcelona                          | 39.08                                 | [ 2 ]             |
| LX       | 1980 | Miquel Cànovas Garcia                         | CA Manresa                                    | 68.12                                         | Dolors Tobella Esteve                 | CN Barcelona                          | 42.02                                 | [ 2 ]             |
| LXI      | 1981 | Miquel Cànovas Garcia                         | FC Barcelona                                  | 62.68                                         | Imma Montero Vila                     | CA Vic                                | 40.86                                 | [ 2 ]             |
| LXII     | 1982 | Salvador Primo Pardo                          | CA Granollers                                 | 63.42                                         | Imma Montero Vila                     | CA Vic                                | 40.94                                 | [ 2 ]             |
| LXIII    | 1983 | Salvador Primo Pardo                          | CA Granollers                                 | 68.30                                         | Maria José Maiquez                    | CG Barcelonès                         | 39.62                                 | [ 2 ]             |
| LXIV     | 1984 | Miquel Cànovas Garcia                         | FC Barcelona                                  | 61.92                                         | Imma Montero Vila                     | CA Vic                                | 38.24                                 | [ 2 ]             |
| LXV      | 1985 | José Luís Manrique                            | CG Tarragona                                  | 60.06                                         | Maria José Maiquez                    | CG Barcelonès                         | 44.10                                 | [ 2 ]             |
| LXVI     | 1986 | Salvador Primo Pardo                          | CA Granollers                                 | 61.44                                         | Maria José Maiquez                    | CG Barcelonès                         | 42.24                                 | [ 2 ]             |
| LXVII    | 1987 | Bernat Calpe Torra                            | FC Barcelona                                  | 60.06                                         | Dolors Tobella Esteve                 | FC Barcelona                          | 42.78                                 | [ 2 ]             |
| LXVIII   | 1988 | Enric Bassols                                 | AE L'Hospitalet                               | 67.34                                         | Sònia Godall                          | CG Barcelonès                         | 43.08                                 | [ 2 ]             |
| LXIX     | 1989 | Joan Antoni Segarra                           | CG Barcelonès                                 | 62.40                                         | Maria José Maiquez                    | CG Barcelonès                         | 45.22                                 | [ 2 ]             |
| LXX      | 1990 | Enric Bassols                                 | FC Barcelona                                  | 63.56                                         | Maria José Maiquez                    | CA Vic                                | 42.98                                 | [ 2 ]             |
| LXXI     | 1991 | Enric Bassols                                 | FC Barcelona                                  | 65.76                                         | Sara Marín Cort                       | FC Barcelona                          | 47.04                                 | [ 2 ]             |
| LXXII    | 1992 | Joan Antoni Segarra                           | UA Terrassa                                   | 68.78                                         | Maria José Maiquez                    | CA Vic                                | 45.28                                 | [ 2 ]             |
| LXXIII   | 1993 | Joan Antoni Segarra                           | UA Terrassa                                   | 70.94                                         | Sara Marín Cort                       | València CA                           | 46.14                                 | [ 2 ]             |
| LXXIV    | 1994 | Enric Bassols                                 | FC Barcelona                                  | 69.78                                         | Sara Marín Cort                       | València CA                           | 44.62                                 | [ 2 ]             |
| LXXV     | 1995 | Enric Bassols                                 | FC Barcelona                                  | 63.28                                         | Sònia Godall                          | CN Barcelona                          | 44.02                                 | [ 2 ]             |
| LXXVI    | 1996 | Enric Bassols                                 | FC Barcelona                                  | 67.82                                         | Belén Medina Méndez                   | AA Catalunya                          | 37.78                                 | [ 2 ]             |
| LXXVII   | 1997 | Enric Bassols                                 | FC Barcelona                                  | 66.22                                         | Eva Uroz Pera                         | FC Barcelona                          | 41.62                                 | [ 2 ]             |
| LXXVIII  | 1998 | Enric Bassols                                 | FC Barcelona                                  | 67.24                                         | Eva Uroz Pera                         | FC Barcelona                          | 45.01                                 | [ 2 ]             |
| LXXIX    | 1999 | Enric Bassols                                 | FC Barcelona                                  | 66.46                                         | Eva Uroz Pera                         | FC Barcelona                          | 47.21                                 | [ 2 ]             |
| LXXX     | 2000 | Enric Bassols                                 | FC Barcelona                                  | 67.85                                         | Eva Uroz Pera                         | FC Barcelona                          | 46.50                                 | [ 2 ]             |
| LXXXI    | 2001 | Marc Peralta Fernández                        | CA Laietània                                  | 71.80                                         | Núria Ferrer Moreno                   | AAC-UBAE                              | 42.95                                 | [ 2 ]             |
| LXXXII   | 2002 | Marc Peralta Fernández                        | CA Laietània                                  | 65.71                                         | Núria Ferrer Moreno                   | AAC-UBAE                              | 40.80                                 | [ 2 ]             |
| LXXXIII  | 2003 | Marc Peralta Fernández                        | AAC-UBAE                                      | 61.86                                         | Núria Ferrer Moreno                   | AAC-UBAE                              | 39.13                                 | [ 2 ]             |
| LXXXIV   | 2004 | Marc Peralta Fernández                        | AAC-UBAE                                      | 66.95                                         | Marta Alonso Coy                      | Integra 2                             | 46.02                                 | [ 2 ]             |
| LXXXV    | 2005 | Ricard Parellada Eller                        | Integra 2                                     | 67.26                                         | Marta Alonso Coy                      | FC Barcelona                          | 49.07                                 | [ 2 ]             |
| LXXXVI   | 2006 | Ricard Parellada Eller                        | CA Platges de Castelló                        | 62.64                                         | Marta Alonso Coy                      | FC Barcelona                          | 48.04                                 | [ 2 ]             |
| LXXXVII  | 2007 | Ricard Parellada Eller                        | ISS-L'Hospitalet                              | 64.29                                         | Elia Pascual Hernàndez                | CA Igualada                           | 48.37                                 | [ 2 ]             |
| LXXXVIII | 2008 | Ricard Parellada Eller                        | ISS-L'Hospitalet                              | 63.85                                         | Núria Ferrer Moreno                   | AA Catalunya                          | 47.82                                 | [ 2 ]             |
| LXXXIX   | 2009 | Jordi Sánchez Fernández                       | FC Barcelona                                  | 66.29                                         | Elia Pascual Hernàndez                | CA Igualada                           | 46.81                                 | [ 2 ]             |
| XC       | 2010 | Jordi Sánchez Fernández                       | FC Barcelona                                  | 65.07                                         | Elia Pascual Hernàndez                | CA Igualada                           | 45.43                                 | [ 2 ]             |
| XCI      | 2011 | Jordi Sánchez Fernández                       | FC Barcelona                                  | 66.64                                         | Elia Pascual Hernàndez                | CA Igualada                           | 48.19                                 | [ 2 ]             |
| XCII     | 2012 | Jordi Sánchez Fernández                       | FC Barcelona                                  | 71.22                                         | Elia Pascual Hernàndez                | CA Igualada                           | 49.43                                 | [ 2 ]             |
| XCIII    | 2013 | Jordi Sánchez Fernández                       | FC Barcelona                                  | 73.08                                         | Elia Pascual Hernàndez                | CA Igualada                           | 50.07                                 | [ 2 ]             |
| XCIV     | 2014 | Jordi Sánchez Fernández                       | FC Barcelona                                  | 71.13                                         | Elia Pascual Hernàndez                | Independent                           | 50.56                                 | [ 2 ]             |
| XCV      | 2015 | Bilal Nouali                                  | AA Catalunya                                  | 71.07                                         | Níria Pascual Hernàndez               | FC Barcelona                          | 46.62                                 | [ 2 ]             |
| XCVI     | 2016 | Bilal Nouali                                  | AA Catalunya                                  | 73.47                                         | Elia Pascual Hernàndez                | CA Platges de Castelló                | 48.87                                 | [ 2 ]             |
| XCVII    | 2017 | Bilal Nouali                                  | AA Catalunya                                  | 69.89                                         | Níria Pascual Hernàndez               | FC Barcelona                          | 50.28                                 | [ 2 ]             |
| XCVIII   | 2018 | Bilal Nouali                                  | AA Catalunya                                  | 66.55                                         | Elia Pascual Hernàndez                | GE Pamplona At.                       | 47.56                                 | [ 2 ]             |
| XCIX     | 2019 | Bilal Nouali                                  | AA Catalunya                                  | 71.97                                         | Níria Pascual Hernàndez               | FC Barcelona                          | 47.81                                 | [ 2 ]             |
| C        | 2020 | Àlex Sánchez Ben-Aariph                       | CA Fent Camí Mislata                          | 65.93                                         | Katia Coquis Lossio                   | AA Catalunya                          | 44.99                                 | [ 2 ]             |
| CI       | 2021 | Jordi Sánchez Fernández                       | UA Terrassa                                   | 67.76                                         | Níria Pascual Hernàndez               | FC Barcelona                          | 47.26                                 | [ 2 ]             |
| CII      | 2022 | Àlex Sánchez Ben-Aariph                       | FC Barcelona                                  | 68.56                                         | Aina Ramos López                      | L'Hospitalet At.                      | 47.17                                 | [ 2 ]             |
| CIII     | 2023 | Àlex Sánchez Ben-Aariph                       | FC Barcelona                                  | 70.30                                         | Katia Coquis Lossio                   | AA Catalunya                          | 42.56                                 | [ 2 ]             |
| CIV      | 2024 | Jhon Louis García                             | AA Catalunya                                  | 67.32                                         | Katia Coquis Lossio                   | AA Catalunya                          | 45.24                                 | [ 2 ]             |

1. ↑  Societat Gimnàstica Alemanya de Barcelona.
2. 1 2 3 4 5  Des de la temporada 2012-2013, els atletes estrangers que per 3r any consecutiu hagin diligenciat llicència amb la FCA poden ser campions.